# Rob Evans
Pour les articles homonymes, voir Evans.
Pas d'image ? Cliquez ici

a Compétitions nationales et continentales officielles uniquement.

b Matchs officiels uniquement.
Dernière mise à jour le 10 juillet 2024.
Rob Evans, né le 14 avril 1992 à Haverfordwest (pays de Galles), est un joueur international gallois de rugby à XV. Il évolue au poste de pilier gauche aux Sharks de Miami en Major League Rugby.

## Biographie
De 2013 à 2022, il joue pour la province galloise des Scarlets.
Appelé avec l'équipe du pays de Galles pour les matchs de fin d'année de 2013, il est de nouveau appelé dans le groupe des joueurs qui préparent le Tournoi des Six Nations 2015. Il connait sa première cape internationale le 14 mars 2015 contre l'Irlande.
En 2019, il remporte le Grand Chelem avec le pays de Galles (quatre titularisations). Quelques mois plus tard, il n'est pas retenu pour la Coupe du monde au Japon.
Pour la saison 2022-2023, il change de province et rejoint les Dragons RFC. Lors de la saison, il dispute un total de onze rencontres mais seulement trois en tant que titulaire. Après cette unique saison, il est annoncé qu'il quitte les Dragons pour rejoindre le club de sa ville natale le Haverfordwest RFC (en) évoluant en troisième division galloise, donc en division amateur,.
En août 2023, il est sélectionné pour la première fois avec les Barbarians afin d'affronter les Samoa. Lors de la rencontre, il entre en jeu en seconde période en remplacement d'Aki Seiuli, son ancien coéquipier chez les Dragons.
À l'automne 2023, il s'engage finalement avec les Sharks de Miami pour la saison 2024 de Major League Rugby.

## Statistiques
Rob Evans compte un total de trente-neuf capes disputées, dont vingt-six en tant que titulaire, sous le maillot gallois. Il obtient sa première sélection 14 mars 2015 contre l'Irlande.
Il participe à cinq éditions du Tournoi des Six Nations, en 2015, 2016, 2017, 2018, 2019 et 2020. Il remporte le Grand Chelem lors de l'édition 2019.

## Palmarès

### En province
- Vainqueur du Pro12 en 2017 avec les Scarlets.
- Finaliste du Pro14 en 2018 avec les Scarlets.

### En sélection nationale
- Vainqueur du Tournoi des Six Nations en 2019 (Grand Chelem) avec le pays de Galles.